# Tamansari (Cikidang)
Tamansari is een bestuurslaag in het regentschap Sukabumi van de provincie West-Java, Indonesië. Tamansari telt 5566 inwoners (volkstelling 2010).